# Castejón (Cuenca)
Pour les articles homonymes, voir Castejón.
Castejón est une municipalité espagnole de la province de Cuenca, dans la région autonome de Castille-La Manche.